# Joan Mayné
Joan Mayné i Torras (San Baudilio de Llobregat, 19 de septiembre de 1928-Barcelona, 14 de noviembre de 2016) fue un escultor español, cuyas obra se encuentran en distintos países. Su obra más conocida es el gran retablo en alabastro policromado en el Santuario de Torreciudad en el Pirineo oscense.

## Biografía
Estudió en la Escuela de la Lonja de Mar, donde se doctoró en Bellas Artes. Catedrático de Escultura de la Facultad de Bellas Artes de Barcelona, de la que también fue director. Se especializó en escultura religiosa. 

## Obras

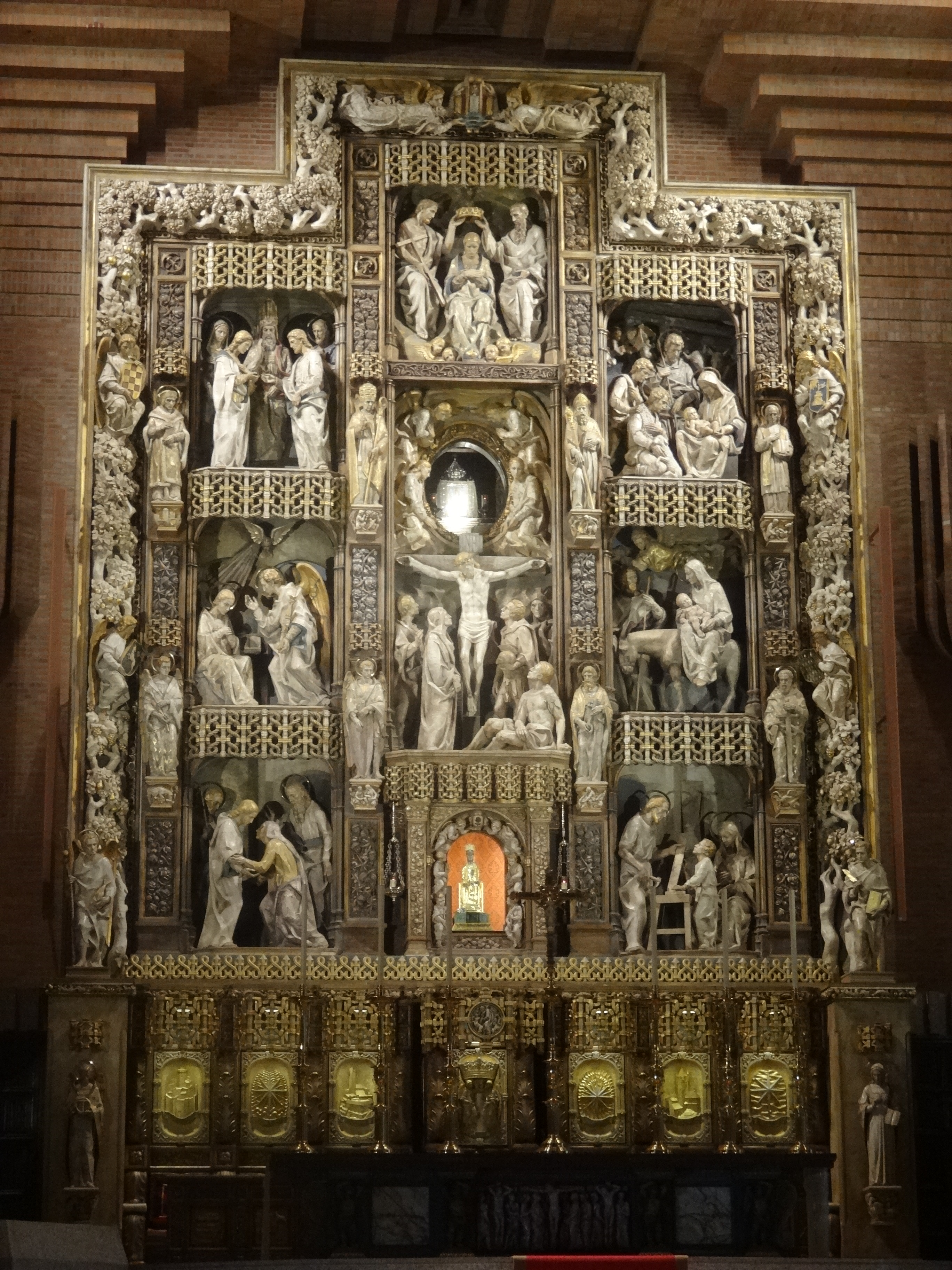
Retablo en alabastro en el Santuario de Torreciudad.

- Relieves de San Pedro y San Pablo. Catedral Basílica de Barcelona. 1.80x0.56 m Bronce a la cera perdida.
- Báculo fundido en plata para S.S. Juan Pablo II. Vaticano.
- Imágenes de Jesús, la Virgen y San José, para la parroquia de la Sagrada Familia, de Igualada (Barcelona). Tamaño 2 m. Talladas en madera de abedul.
- Frontal del Altar Mayor. Catedral de Toledo. 1.50x1.20 m. Bronce a la cera perdida.
- San Francisco. Mausoleo. Chicago (EE. UU.) 2.5 m alto Bronce a la cera perdida.
- Imagen de la Virgen con Niño, a tamaño real, para el Colegio Canigó, de Barcelona. Tallada en abebay.
- Mural ornamental figurativo. Marketing Ltd. Ohio (EE. UU.). 3x2 m. Cerámica.
- Imágenes de la Virgen y San José para el oratorio del Colegio Terraferma de Lérida.
- Relieve monumental Estación Transoceánica (Barcelona). Cerámica.
- Imagen de la Virgen con Niño, para el jardín del Obispado de Lérida. 1.50 m Piedra.
- Imagen Sagrado Corazón monumental (7 m) realizado en bronce a la cera perdida. Amposta (Tarragona).
- Dos relieves retablo, dedicados a San Fructuoso. Iglesia parroquial. Hostalets de Balenyà (Barcelona). 2.5x2.5 m c/u.
- Imágenes de los Santos José y Benito Menni, para la iglesia de las HH. Hospitalarias, San Baudilio (Barcelona). Tamaño 2.30 m. Talla en madera de caoba.
- Imagen de San Josemaría Escrivá, tamaño 2.30 m. Alabastro policromado. Santuario de Torreciudad.
- Talla escultórica San Benito Menni. Tamaño 1.90 m. Hnas. Hospitalarias. París (Francia).